# تسابيت
بلدية من بلديات ولاية أدرار ومقر دائرة تسابيت في نفس الولاية، تقع في وسط وجنوب الجزائر. حسب إحصاء عام 2008، كان عدد السكان 14,895، بزيادة عن عام 1988 الذي كان عدد السكان فيه 11,832، بمعدل زيادة سنوي يقدر ب2.4%.

## المناخ
يظهر الجدول التالي التغييرات المناخية على مدار السنة لتسابيت:
| البيانات المناخية لـتسابيت        | البيانات المناخية لـتسابيت | البيانات المناخية لـتسابيت | البيانات المناخية لـتسابيت | البيانات المناخية لـتسابيت | البيانات المناخية لـتسابيت | البيانات المناخية لـتسابيت | البيانات المناخية لـتسابيت | البيانات المناخية لـتسابيت | البيانات المناخية لـتسابيت | البيانات المناخية لـتسابيت | البيانات المناخية لـتسابيت | البيانات المناخية لـتسابيت | البيانات المناخية لـتسابيت |
| الشهر                             | يناير                      | فبراير                     | مارس                       | أبريل                      | مايو                       | يونيو                      | يوليو                      | أغسطس                      | سبتمبر                     | أكتوبر                     | نوفمبر                     | ديسمبر                     | المعدل السنوي              |
| --------------------------------- | -------------------------- | -------------------------- | -------------------------- | -------------------------- | -------------------------- | -------------------------- | -------------------------- | -------------------------- | -------------------------- | -------------------------- | -------------------------- | -------------------------- | -------------------------- |
| متوسط درجة الحرارة الكبرى °م (°ف) | 20.1 (68.2)                | 22.8 (73.0)                | 27.5 (81.5)                | 32.7 (90.9)                | 36.7 (98.1)                | 42.9 (109.2)               | 45.8 (114.4)               | 44.3 (111.7)               | 40.2 (104.4)               | 32.9 (91.2)                | 25.3 (77.5)                | 17.5 (63.5)                | 32.4 (90.3)                |
| المتوسط اليومي °م (°ف)            | 12.2 (54.0)                | 14.8 (58.6)                | 19.2 (66.6)                | 24.2 (75.6)                | 28.2 (82.8)                | 34.2 (93.6)                | 36.9 (98.4)                | 35.7 (96.3)                | 32.1 (89.8)                | 25.2 (77.4)                | 18.1 (64.6)                | 11.7 (53.1)                | 24.4 (75.9)                |
| متوسط درجة الحرارة الصغرى °م (°ف) | 4.3 (39.7)                 | 6.9 (44.4)                 | 10.9 (51.6)                | 15.8 (60.4)                | 19.8 (67.6)                | 25.5 (77.9)                | 28.1 (82.6)                | 27.2 (81.0)                | 24.1 (75.4)                | 17.6 (63.7)                | 11.0 (51.8)                | 5.9 (42.6)                 | 16.4 (61.6)                |
| الهطول مم (إنش)                   | 1 (0.0)                    | 2 (0.1)                    | 3 (0.1)                    | 1 (0.0)                    | 1 (0.0)                    | 0 (0)                      | 0 (0)                      | 1 (0.0)                    | 1 (0.0)                    | 3 (0.1)                    | 2 (0.1)                    | 2 (0.1)                    | 17 (0.5)                   |
| المصدر: climate-data.org          |                            |                            |                            |                            |                            |                            |                            |                            |                            |                            |                            |                            |                            |